# Parafia Najświętszego Serca Pana Jezusa w Bóbrce
Parafia Najświętszego Serca Pana Jezusa w Bóbrce – parafia rzymskokatolicka znajdująca się w archidiecezji przemyskiej w dekanacie Solina.

## Historia
W 1935 roku podjęto decyzję o budowie kaplicy w Bóbrce. Ks. Antoni Ziemba zwrócił się do Kurii Biskupiej w Przemyślu o pozwolenie na budowę kaplicy dojazdowej w Bóbrce. W latach 1937–1939 zbudowano murowaną kaplicę z fundacji Jakubowskiego, według projektu braci architektów Stanisława i Ernesta Tillów. W latach 1944–1951 z powodu bliskiej odległości od granicy państwowej władze nie pozwoliły wykończyć kościoła. W 1960 roku w Bóbrce powstał kamieniołom, a prace wydobywcze spowodowały uszkodzenie pobliskiego kościoła. W 1964 roku kościół został rozebrany.
Przez kilka lat ks. Karol Bugielski czynił starania o przejęcie opuszczonej cerkwi murowanej. W 1971 roku dawna cerkiew została przejęta, a w latach 1971–1975 wyremontowana i zaadaptowana na kościół parafialny. 
W 1975 roku bp Ignacy Tokarczuk poświęcił kościół pw. Najświętszego Serca Pana Jezusa, i erygował parafię z wydzielonego terytorium parafii w Uherce Mineralne i parafii Polańczyk. Parafia została przekazana księżom Pallotynom.
Na terenie parafii jest 864 wiernych (w tym: Bóbrka – 357, Orelec – 409, Zabrodzie – 98).
Proboszczowie parafii:
1975–1979. ks. Stanisław Sarnicki SAC.
1979–1984. ks. Jan Jędraszak SAC.
1984–2001. ks. Stanisław Jóźwik SAC.
2001–2007. ks. Józef Nagórka SAC.
2007–2010. ks. Krzysztof Dudzik SAC.
2010–2015. ks. Artur Manelski SAC.
2015–2017. ks. Paweł Majewski SAC.
2017– nadal ks. Dariusz Chałubiński SAC.

## Kościoły filialne
- Zabrodzie (Solina) – W 1947 roku zaadaptowano dawną cerkiew na kościół filialny parafii w Polańczyku. W 1975 roku kościół został przydzielony do nowej parafii w Bóbrce[7].
- Orelec – W 1967 roku dawna cerkiew została zaadaptowana na kościół filialny parafii w Uhercach. W 1975 roku kościół został przydzielony do parafii w Bóbrce. W 2004 roku rozpoczęto budowę nowego murowanego kościoła, który 27 października 2009 roku został poświęcony przez abpa Józefa Michalika, pw. św. Józefa[8].

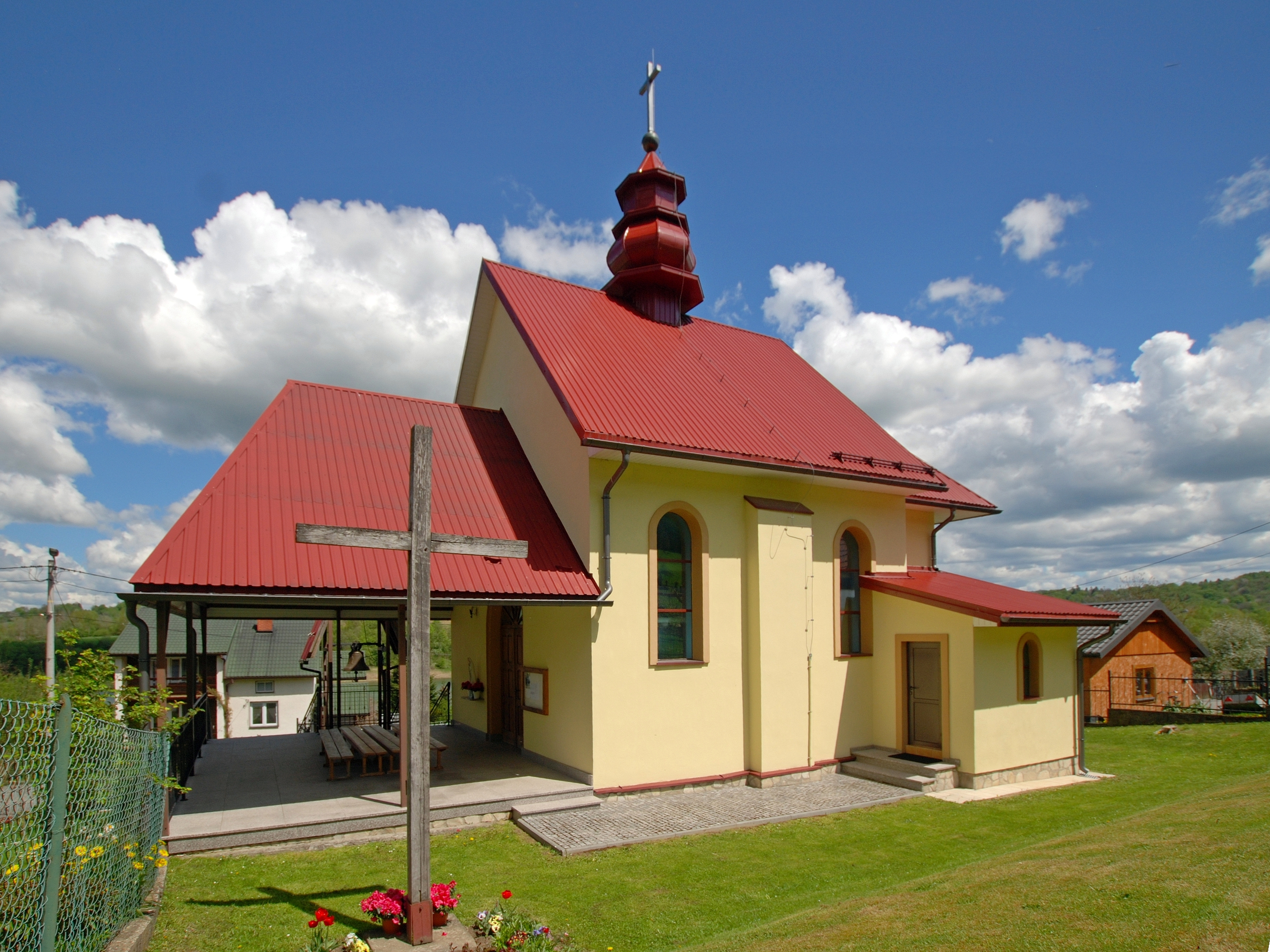
Kościół filialny w dawnej cerkwi w Zabrodziu (Solinie)
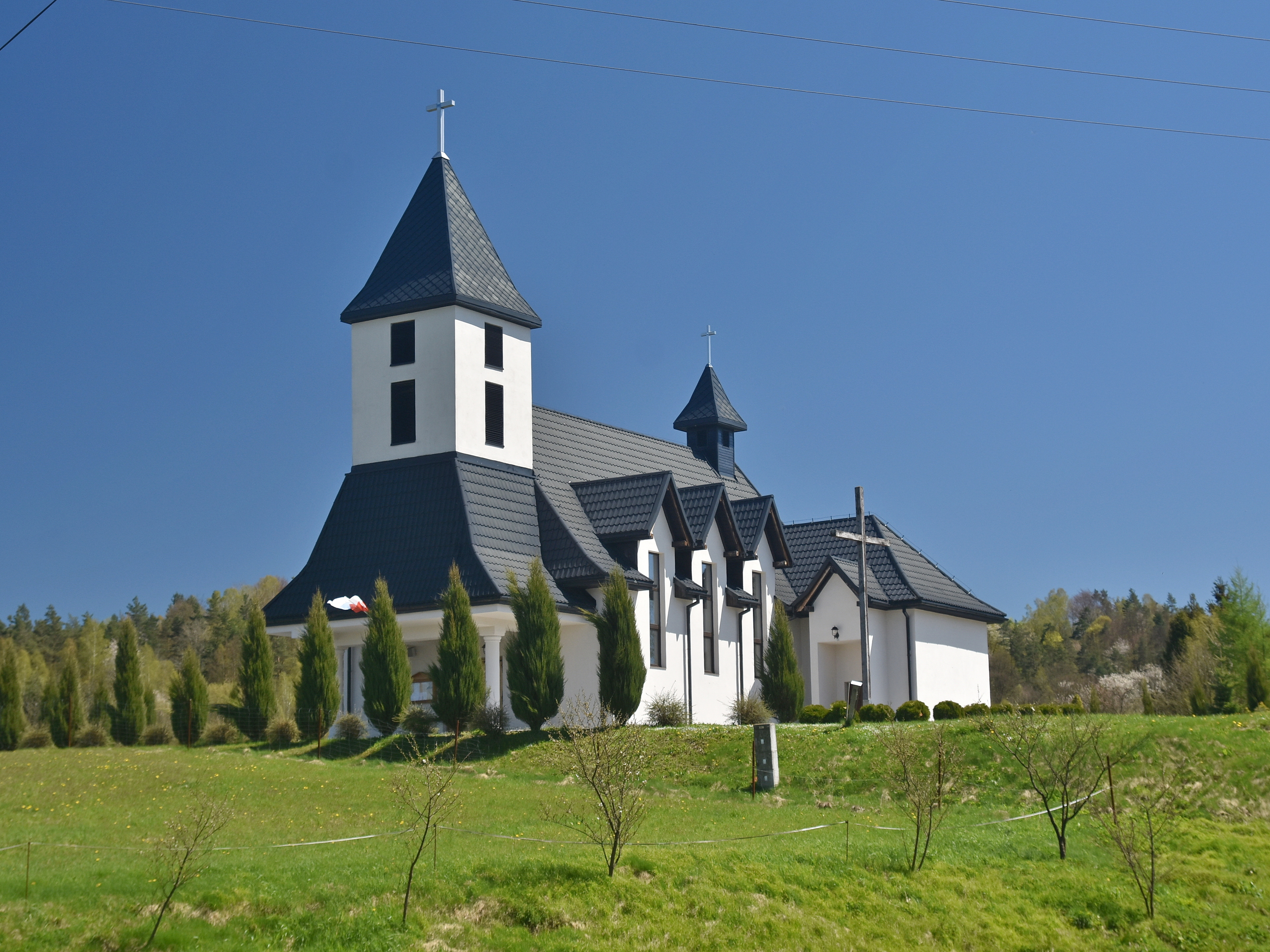
Kościół filialny pw. św. Józefa w Orelcu
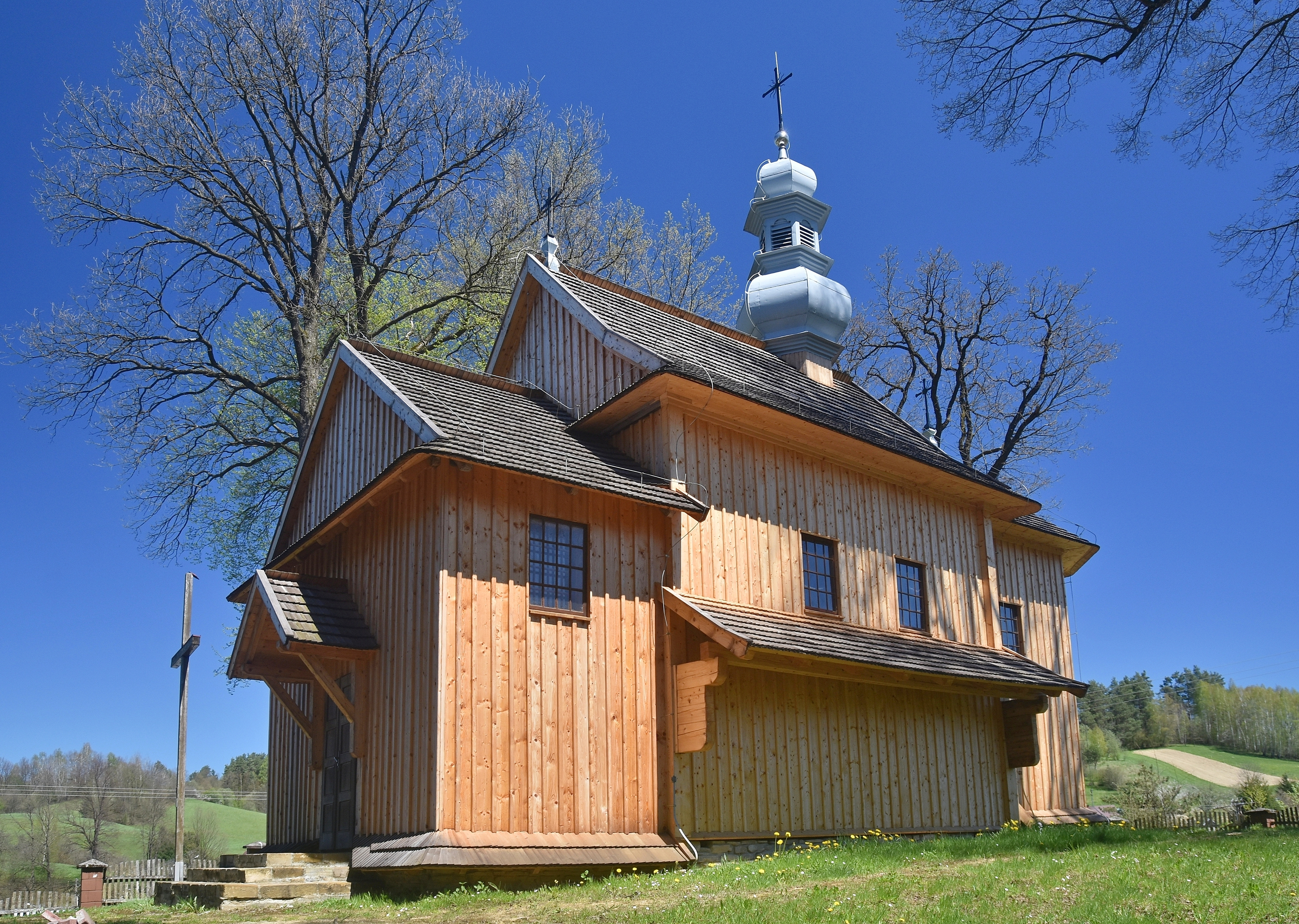
Dawna cerkiew w Orelcu - kościół filialny (1967–2009)